# Cleveland, England

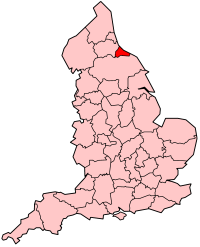
Clevelands läge i England.

Cleveland ligger i nordöstra England, och är ett litet men tättbefolkat område vars största orter är Middlesbrough och Stockton-on-Tees.
Namnet Cleveland ("cliff-land") syftar på de kuperade områdena i söder (nu i North York Moors nationalpark), vilka når en höjd på upp till ca 450 m.
Mellan 1974 och 1996 var Cleveland ett administrativt grevskap, men det är nu uppdelat i fyra enhetskommuner: 
- Hartlepool
- Stockton-on-Tees
- Middlesbrough
- Redcar and Cleveland (Langbaurgh-on-Tees).

Det mesta av Cleveland ligger i North Riding of Yorkshire, vilket i sin tur är en äldre indelning av Yorkshire.
Området kallas ibland för Teesside, även om man med Teesside oftare menar det sammanhängande stadsområdet kring Middlesbrough och Stockton-on-Tees.
Numera ingår större delen av Cleveland i det ceremoniella grevskapet North Yorkshire, dock inte Hartlepool och en del av Stockton-on-Tees, vilka ingår i det ceremoniella grevskapet Durham.